# Gaurény

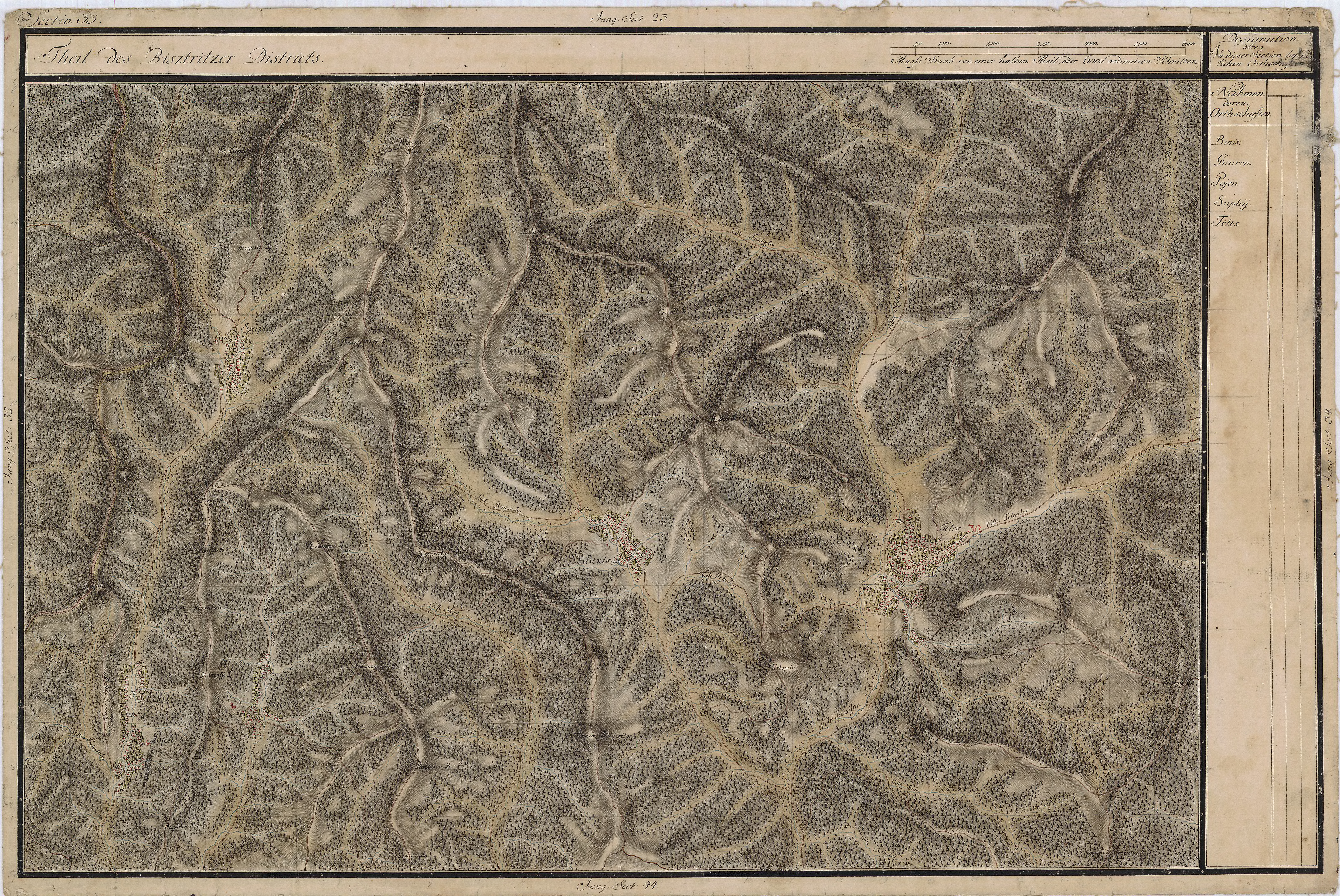
Gaurény egy régi térképen

Gaurény (románul: Alunișul) település Romániában, Erdélyben, Beszterce-Naszód megyében.

## Fekvése
Naszódtól északnyugatra, Ciblesfalva,  Pojény, Runk és Bükkös közt fekvő település.

## Története
Gaurény nevét 1695-ben Gaureny néven említette először oklevél.
A trianoni békeszerződés előtt Beszterce-Naszód vármegye Naszódi járásához tartozott. 1910-ben 461 lakosából 458 román és görögkatolikus volt.